# Radoblje
Radoblje este o localitate din comuna Laško, Slovenia, cu o populație de 100 de locuitori.